# Artem Ovtcharenko
Artem Viatcheslavovitch Ovtcharenko (en russe : Артём Вячеславович Овчаренко), né le 31 décembre 1986 à Dniepropetrovsk, URSS, est un danseur russe, premier danseur du théâtre Bolchoï. Il  a remporté le Masque d'or en 2020.

## Biographie
Il a commencé ses études de ballet à 11 ans, à Dniepropetrovsk. À 17 ans, il est entré à l'Académie du Ballet du Bolchoï (son maître était Alexandre Bondarenko).
En 2007, après son diplôme de l'Académie du Ballet du Bolchoï, il a été admis au Ballet du Bolchoï dans le corps de ballet, répétant sous la direction de Nikolaï Tsiskaridzé. Un an plus tard, il a dansé le rôle du Prince dans le ballet Casse-Noisette. À partir de 2009, son maître est Nikolaï Fadeïetchev, Artiste du peuple de l'URSS.
En 2009, il a participé à la première du ballet Sorts d'Escher (ru: Заклятие рода Эшеров), chorégraphie de Vladimir Vassiliev) au Festival de l'Orchestre national de Russie au Théâtre Bolchoï. En 2010, il a pris part au Festival international « Danseurs Étoiles du Monde » à Donetsk. En janvier 2011, il a participé avec Nina Kaptsova au 6e Ballet Gala de Prague, et en août avec Anna Tikhomirova, dansé à la fermeture du 8e Congrès de la Fédération mondiale des Associations, Centres et Clubs UNESCO à Hanoï.

## Vie privée
Artem Ovtcharenko est marié avec la soliste du ballet du Bolchoï Anna Tikhomirova. Leur fille Arianna est née le 6 août 2017, et leur fils Daniel, le 1er juin 2020.

## Carrière artistique

### Répertoire
2007
- Police (Cipollino, chorégraphie de G. Mayorov)
- Danse française (Casse-Noisette, chorégraphie de Youri Grigorovitch)

2008
- Soliste (Class Concert, chorégraphie d'Assaf Messerer)
- Pêcheur (La Fille du pharaon, chorégraphie de Pierre Lacotte)
- L'Oiseau bleu (La Belle au bois dormant, chorégraphie de Youri Grigorovitch)
- Le Prince (Casse-Noisette, chorégraphie de Youri Grigorovitch)
- Soliste Partie III (Symphony in C, chorégraphie de George Balanchine)

2009
- Frantz (Coppélia, chorégraphie de Sergueï Vikharev)
- Grand Pas (Raymonda, chorégraphie de Youri Grigorovitch)
- James (La Sylphide, chorégraphie de Johan Kobborg)
- Le comte Cherry (Cipollino, chorégraphie de G. Mayorov)
- Les Amis de Phoebus (création au Théâtre Bolchoï), Phoebus (La Esmeralda, chorégraphie de Youri Bourlaka et Vassily Medvedev)

2010
- Roméo (Roméo et Juliette, chorégraphie de Youri Grigorovitch)
- Petrouchka (Petrouchka, chorégraphie de Michel Fokine, chorégraphie nouvelle de Sergueï Vikharev)
- Jean de Brienne (Raymonda, chorégraphie de Youri Grigorovitch)
- Lord Wilson-Taor (La Fille du Pharaon, chorégraphie de Pierre Lacotte), début pendant la visite de Ballet du Bolchoï à Pékin

2011

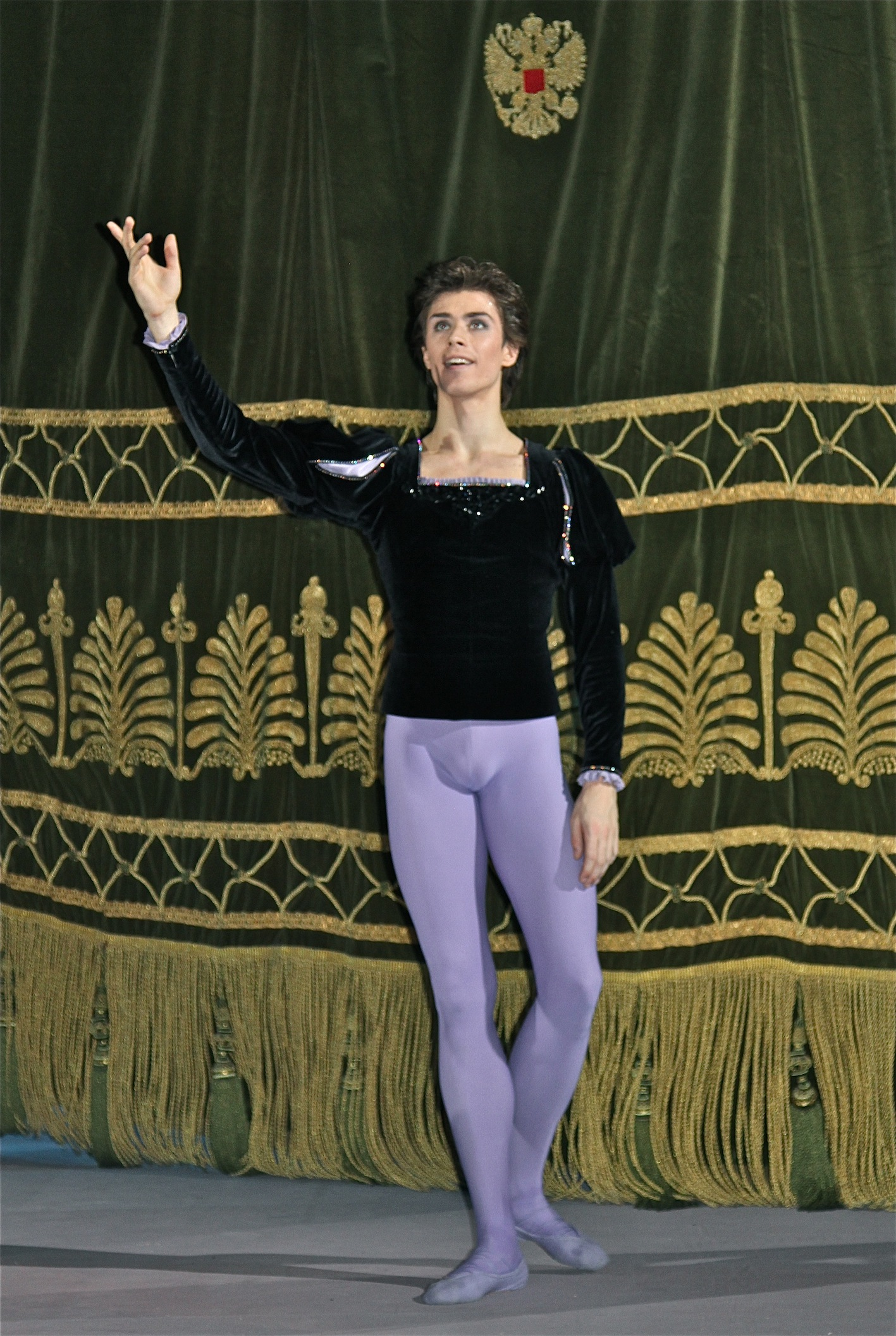
Artem Ovtcharenko dans Albrecht de Giselle (2011).

- Albrecht (Giselle, chorégraphie de Youri Grigorovitch), début au 22 janvier 2011
- Antoine Mistral (Flammes de Paris, chorégraphie d'Alexeï Ratmansky), début au 26 mars 2011
- Premier danseur (Illusions perdues, chorégraphie d'Alexeï Ratmansky) - Créateur du rôle (24 avril 2011)
- Chroma, chorégraphie de Wayne McGregor - Parmi les créateurs au Théâtre Bolchoï (21 juillet 2011)
- Symphonie de Psalms, chorégraphie de Jiri Kylian - Parmi les créateurs au Théâtre Bolchoï (21 juillet 2011)
- L'oiseau bleu (La Belle au Bois dormant, nouvelle chorégraphie de Youri Grigorovitch) - Création au plateau historique du théâtre Bolchoï (18 novembre 2011)
- Prince Désiré (La Belle au Bois dormant, nouvelle chorégraphie de Youri Grigorovitch), début au 25 novembre 2011

2012
- Étudiant (Aniouta, chorégraphie de Vladimir Vassiliev) Début au 1er février 2012
- Prince Siegfried (Le Lac des cygnes, chorégraphie de Youri Grigorovitch) Début au 18 février 2012
- Soliste du Grand Pas des Éventails (Le Corsaire, chorégraphie d'Alexei Ratmansky et Youri Bourlaka)
- Classical Symphony, chorégraphie de Youri Possokhov - Parmi les créateurs au Théâtre Bolchoï (29 juin 2012)
- Dream of Dream, chorégraphie de Jorma Elo - Parmi les créateurs au Théâtre Bolchoï (29 juin 2012)
- Apollo, (Apollon Musagète, chorégraphie de George Balanchine), début au 5 octobre 2012
- Prince Kourbsy, (Ivan le Terrible, chorégraphie de Youri Grigorovitch), création au plateau historique du théâtre Bolchoï (8 novembre 2012)
- Piggy-Wiggy (Moidodyr (Wash'em Clean), chorégraphie de Youri Smekalov), début au 22 décembre 2012

2013
- Diamants (Joyaux, chorégraphie de George Balanchine), début le 6 mars 2013
- Lenski (Onéguine (en), chorégraphie de John Cranko), début le 14 juillet 2013
- Marco Spada (Marco Spada, chorégraphie de Pierre Lacotte), début le 9 novembre 2013

2014
- Armand Duval (La Dame aux camélias, chorégraphie de John Neumeier), début au 21 mars 2014
- Lucentio (La Mégère apprivoisée, chorégraphie de Jean-Christophe Maillot), début au 5 juillet 2014

2015
- Hamlet (Hamlet, chorégraphie de Radu Poklitaru), début au 13 mars 2015

2016
- Bazile (Don Quichotte, chorégraphie de Marius Petipa et d'Alexandre Gorski révisée par Alexeï Fadeïetchev)

2017
- Premier (Études, chorégraphie de Lander)
- Rôle principal (Jewels, chorégraphie de George Balanchine)
- Conrad (Le Corsaire, chorégraphie de Petipa révisée par Alexeï Ratmansky et Iouri Bourlaka)
- Noureev (Noureev sur une musique de Demoutski, chorégraphie de Possokhov)

2018
- Vronski (Anna Karénine, chorégraphie de John Neumeier)
- Petrouchka (Petrouchka, chorégraphie d'Edward Clug)

2019
- Léonte (The Winter's Tale, chorégraphie de Christopher Wildon): Masque d'or dans la catégorie Meilleur rôle masculin dans un ballet
- Rôle principal de la Ire partie (Symphonie en do majeur, chorégraphie de Balanchine), participant à la première du renouveau au théâtre Bolchoï
- Crassus (Spartacus, chorégraphie de Iouri Grigorovitch), débuts sur la scène du Queensland Center for the Performing Arts lors de la tournée du théâtre Bolchoï
- Albert (Giselle, chorégraphie de Ratmansky)

2021
- Constantin Treplev (La Mouette, sur une musique de Demoutski, chorégraphie de Possokhov, mise en scène d'Alexandre Malotchinov), création
- le maître (Le Maître et Marguerite, chorégraphie d'Edward Clug)

2022
- l'été (Les Saisons sur une musique d'Alexandre Glazounov, chorégraphie d'A. Beliakov), création
- le jeune homme (Chopiniana sur une musique de Frédéric Chopin, chorégraphie de Michel Fokine), création dans la version révisée du Bolchoï
- Lucien (Paquita, grand pas classique sur une musique de Léon Minkus, chorégraphie de Petipa révisée par Iouri Bourlaka)

2023
- Tomski (La Dame de pique, chorégraphie de Yuri Possokhov), création

2024
- Roméo (Roméo et Juliette, chorégraphie de Leonid Lavrovski)

### Tournées
2010

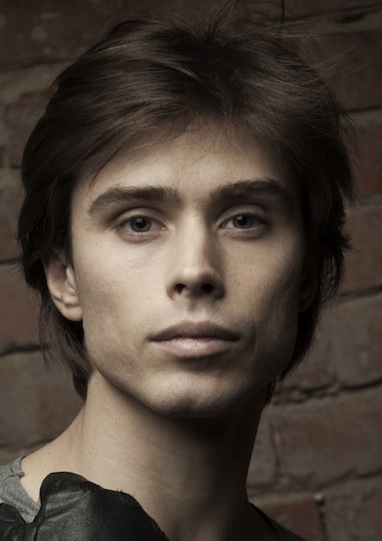
Artem Ovtcharenko en 2014.

- Tournée avec le Ballet du Bolchoï au Centre National de Performances, Pékin, Chine)

Lord Wilson-Taor (Début), Pêcheur (La Fille du Pharaon, chorégraphie de Pierre Lacotte)
2011
- Tournée avec le Ballet du Bolchoï à l'Opéra National de Paris, France

Antoine Mistral (Flammes de Paris, chorégraphie d'Alexei Ratmansky)
- Ballet d'État de Berlin, Berlin, Allemagne

Phoebus (La Esmeralda, chorégraphie de Youri Bourlaka et Vassily Medvedev pour le Ballet d'État de Berlin)
- Tournée avec la troupe du Ballet d'État russe, Stockholm, Suède

Le prince Siegfried (Le Lac des cygnes, chorégraphie de Viatcheslav Gordeïev d'après Marius Petipa)
- Théâtre d'opéra et de ballet de Tcheliabinsk, Russie

Albrecht (Giselle, avec Kristina Kretova)
2012
- Tournée avec le Ballet du Bolchoï en Amérique du Nord

Sony Centre for the Performing Arts, Toronto, Canada
Le prince Siegfried (Le Lac des cygnes, chorégraphie de Youri Grigorovitch)
Kennedy Center, Washington D.C., États-Unis
Frantz (Coppélia, chorégraphie de Serguei Vikharev)
Dorothy Chandler Pavilion, Los Angeles, les États-Unis
Le prince Siegfried (Le Lac des cygnes, chorégraphie de Youri Grigorovitch)
2013
- Tournée avec le Ballet du Bolchoï au Théatre national d'Ekaterinbourg, Ekaterinburg, Russie

Classical Symphony, chorégraphie de Youri Possokhov
Dream of Dream, chorégraphie de Jorma Elo
Apollon, (Apollon Musagète, chorégraphie de George Balanchine)
- Théâtre de Samara, Samara, Russie

Le prince Siegfried (Le Lac des Cygnes), avec Anna Antonicheva
- Tournée avec le Ballet du Bolchoï à la Royal Opera House, Londres, Royaume-Uni

Le prince Siegfried (Le Lac des cygnes, chorégraphie de Youri Grigorovitch)
Le prince Désiré et l'Oiseau bleu (La Belle au Bois Dormant, nouvelle chorégraphie de Youri Grigorovitch)
Antoine Mistral (Flammes de Paris, chorégraphie d'Alexeï Ratmansky)
2014
- Tournée avec le Ballet du Bolchoï à l'Opéra de Paris, Paris, France

Le premier danseur (Illusions Perdues, chorégraphie d'Alexeï Ratmansky)
- Tournée avec le Ballet du Bolchoï au Kennedy Center, Washington D.C., États-Unis

Albrecht (Giselle, chorégraphie de Youri Grigorovitch)
- Tournée avec le Ballet du Bolchoï au Lincoln Center, New York, États-Unis

Le prince Siegfried (Le Lac des cygnes, chorégraphie de Youri Grigorovitch)
- Tournée avec le Ballet du Bolchoï à  Monte-Carlo, Monaco

Lucentio (La Mégère apprivoisée, chorégraphie de Jean-Christophe Maillot)

## Filmographie

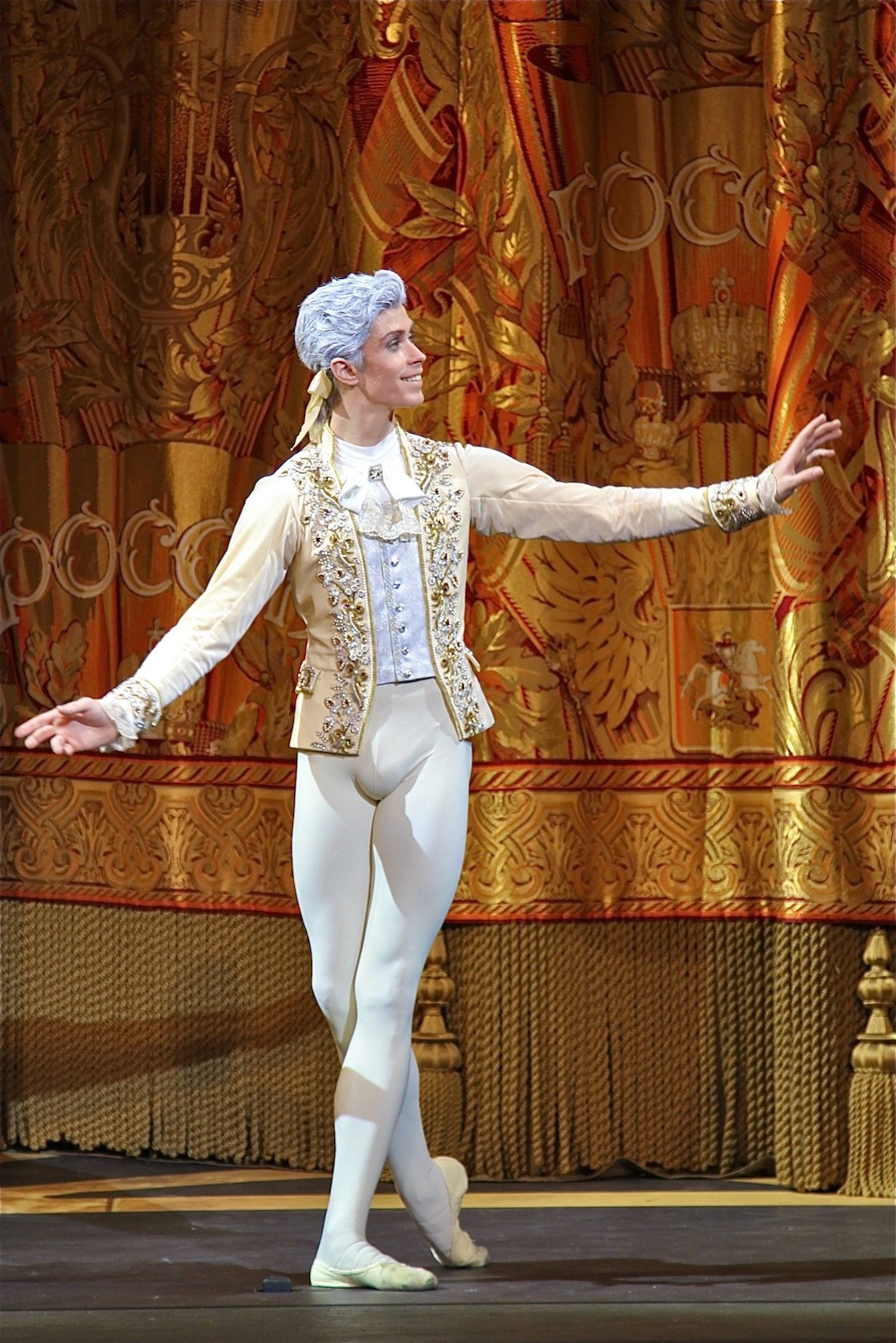
Dans le rôle du prince Désiré de La Belle au bois dormant (Bolchoï, 2011).

- Casse-Noisette, Bel Air Classiques, 2011 (rôle du prince Casse-Noisette à côté de Nina Kaptsova, enregistré au Théâtre Bolchoï en 2010)
- La Belle au bois dormant, Bel Air Classique, 2012 (rôle de l'oiseau bleu, enregistré au Théâtre Bolchoï en 2011)[1]
- Casse-Noisette Compagnie, 2015, le prince/Roméo (spectacle du ballet de Monte-Carlo, chorégraphie de Jean-Christophe Maillot, dir. Nicolas Brochot, prod. chaîne TV Mezzo[2]
- Un héros de notre temps, 2017, Pétchorine (spectacle du Bolchoï, musique de Demoutski, chor. de Iouri Possokhov, réal, dir. art. et auteur du livret K. Serebrennikov, dir. d'orchestre A. Grichanine, compagnie CoolConnections et Pathé Live)[3]
- Études, 2017, premier rôle (spectacle du Bolchoï, compositeur Carl Czerny, chor. Lander, dir. d'orch. I. Dronov, compagnie CoolConnections et Pathé Live)[4]
- Coppélia, 2018, Frantz (compositeur Léo Delibes, chor. Marius Petipa, révisée par Sergueï Vikharev, chef d'orch. I. Dronov, compagnie CoolConnections et Pathé Live)[5].

## Distinctions honorifiques
- 2006 - Médaille d'or au Concours « Dance Olympus » (Berlin).
- 2008 - Médaille d'or au Concours « Arabesque » (Perm) ; Prix « Triumph » (Moscou).
- 2009 - Prix spécial au Concours de Moscou ; « Âme de la danse » par Ballet Magazine.
- 2012 - Grand-prix « Meilleur couple de ballet », Concours télévisé « Ballet Bolchoï », sur la chaîne Rossiya-Koultoura, avec Anna Tikhomirova[6].
- 2020 - Masque d'or dans la catégorie Meilleur rôle masculin de spectacle de ballet, pour le rôle de Léonte dans Winter's Tale[7].